# Uchwała Sejmu o detronizacji Mikołaja I

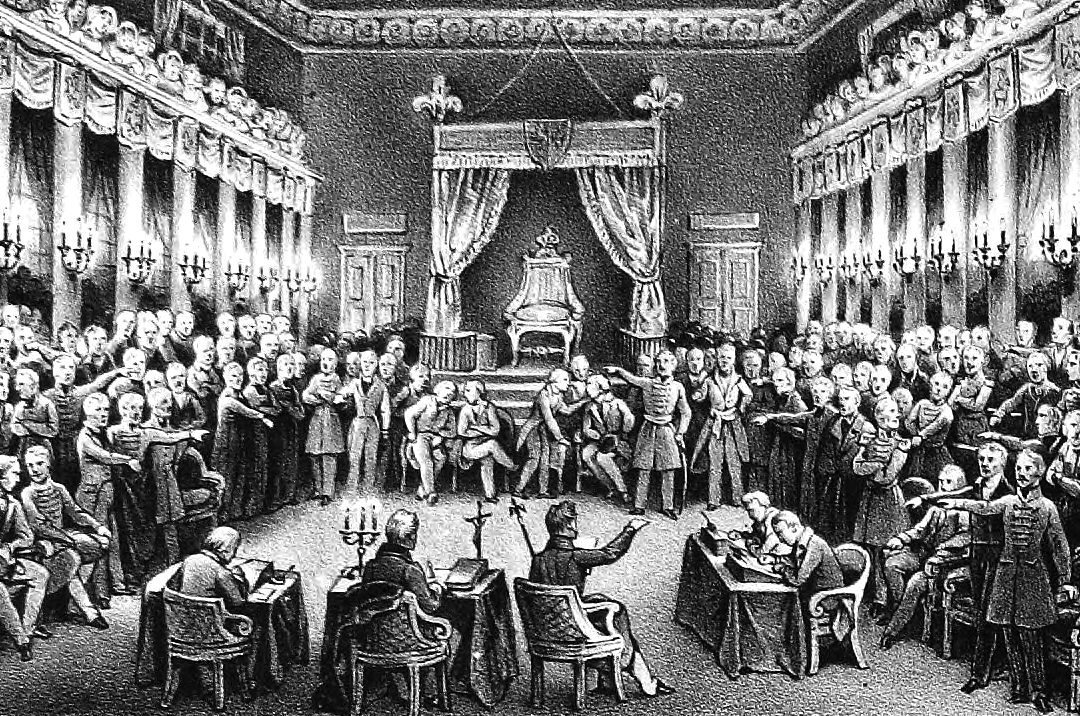
François de Villain, Detronizacja cara Mikołaja przez sejm 25 stycznia 1831

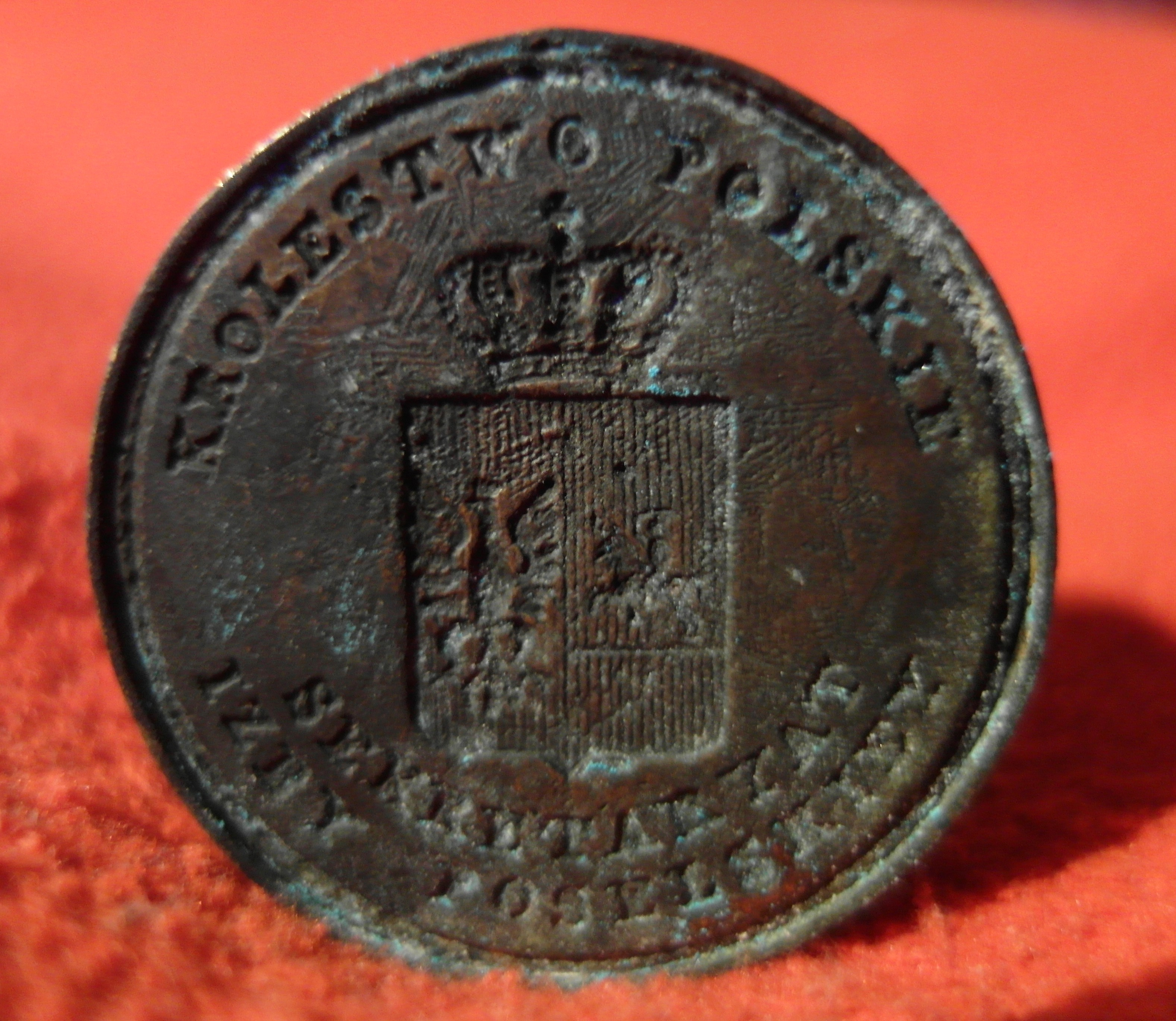
Pieczęć sekretariatu Izby Poselskiej Sejmu z powstania listopadowego

Uchwała Sejmu o detronizacji Mikołaja I – uchwała o detronizacji króla Polski Mikołaja I Romanowa (koronowanego w 1829) podjęta 25 stycznia 1831 przez Sejm Królestwa Polskiego obradujący na Zamku Królewskim w Warszawie; tekst uchwały zredagował Julian Ursyn Niemcewicz.

## Okoliczności uchwalenia
Po niepowodzeniu misji mediacyjnej księcia Franciszka Ksawerego Druckiego Lubeckiego wysłanej do Petersburga, doszło do zaostrzenia sytuacji politycznej. Generał Józef Chłopicki złożył władzę. 20 stycznia Sejm uznał powstanie za narodowe. Na sile przybrała lewica. 24 stycznia prasa warszawska opublikowała proklamację feldmarszałka Dybicza wzywającą do bezwarunkowego złożenia broni. 25 stycznia zwołano tłumną demonstrację ku czci straconych dekabrystów. Pochód rozpoczął się na Uniwersytecie Warszawskim; przemawiano na pl. Zamkowym, na wprost sejmu obradującego pod przewodnictwem marszałka Władysława Tomasza Ostrowskiego. Pochód wywarł na posłach silne wrażenie. W tym nastroju, na wniosek Romana Sołtyka parlament podjął jednomyślną uchwałę o złożeniu z polskiego tronu Mikołaja I. Jednym z inspiratorów i pierwszym sygnatariuszem był poseł z województwa krakowskiego Teodor Slaski. Gdy sekretarz Sejmu ogłosił, że nie wszyscy posłowie i senatorzy złożyli podpisy, Slaski zabrał głos i powiedział: Kto nie podpisze aktu zrzucenia z tronu, ma być uważany i obwołany za zdrajcę Ojczyzny.
Ignacy Prądzyński, który – jak zaznaczył – nie był uczestnikiem tego wydarzenia, nazwał je aktem prawdziwego szaleństwa. Zanotował, że nad nim nie dyskutowano i nie głosowano; zaproponowany przez jednego posła i poparty przez drugiego, został przyjęty oklaskami przez zapaleńców zajmujących miejsce na galerii, a milczenie innych posłów uznano za zgodę. Podpisywanie aktu wyjaśnia strachem o uznanie za zdradę w razie odmowy. Według legendy, po jej przegłosowaniu książę Adam Jerzy Czartoryski miał głośno powiedzieć do marszałka Ostrowskiego i jego brata: „zgubiliście Polskę”; mimo tych słów Czartoryski złożył podpis pod uchwałą.
Artykuły Konstytucji Królestwa Polskiego (1815) nie przewidywały możliwości detronizacji monarchy ani zerwania polsko-rosyjskiej unii personalnej.

## Postanowienia
Powołując się na łamanie swobód przyznanych narodowi polskiemu, sejm stwierdzał, że czuje się zwolniony od wierności panującemu. Uznał także, że dysponuje możliwością przekazania władzy królewskiej temu, kogo uzna za godnego i dającego gwarancję zachowania swobód.  

## Konsekwencje
29 stycznia sejm uchwalił ustawę o Rządzie Narodowym, któremu powierzył sprawowanie władzy królewskiej. W ocenie Stefana Kieniewicza, wbrew swojej woli, klasa panująca, ulegając patriotycznym nastrojom, została wciągnięta do walki o niepodległość. Miała ona kierować tą walką troszcząc się o to, by nie przerodziła się ona w rewolucję społeczną. 
Symbolicznie uznaje się, iż od daty przyjęcia tej uchwały rozpoczęła się wojna polsko-rosyjska 1831 roku.

## W literaturze
Adam Mickiewicz napisał o tym w swoim wierszu Reduta Ordona (1832): 

Mocarzu, jak Bóg silny, jak szatan złośliwy,
Gdy Turków za Bałkanem twoje straszą spiże,
Gdy poselstwo paryskie twoje stopy liże,
— Warszawa jedna twojej mocy się urąga,
Podnosi na cię rękę i koronę ściąga,
Koronę Kazimierzów, Chrobrych z twojej głowy,
Boś ją ukradł i skrwawił, synu Wasilowy!